# Церковь Трёх Святителей (Волынщино)
Церковь Трёх Святителей — православный храм в деревне Волынщино Рузского городского округа Московской области, на территории усадьбы Волынщина-Полуектово.

## История
Церковь в стиле классицизма построена в 1781 году по заказу князя Василия Михайловича Долгорукова-Крымского, который в ней был похоронен. Небольшая трапезная с Воскресенским приделом и колокольня были пристроены к храма в 1843—1844 годах.
В советское время церковь была закрыта. Здание пострадало в годы Великой Отечественной войны, впоследствии использовалось под склад школы-интерната, интерьер храма утрачен. Богато украшенные могилы князей Долгоруковых уничтожены. После распада СССР, В 1990-е годы после ремонта храм был передан в ведение Заиконоспасского монастыря в Китай-городе. Службы в нём проводятся по субботам, воскресеньям и православным праздникам.
В настоящее время здание церкви с восьмилепестковым основанием увенчано крупным восьмериком, перекрытым высоким сомкнутым сводом, на котором поставлен малый световой барабан, несущий главку. С запада к церкви примыкают небольшая по размерам трапезная и колокольня, которая увенчана куполом с низким шпилем. Сохранились подлинные металлические двупольные боковые наружные двери. Старое внутреннее убранство храма не сохранилось. В 2017—2018 годах под руководством художника-монументалиста А. М. Маслякова была проведена реставрация интерьеры, а также внешнего декора церкви.
Церковь Трех Святителей является объектом культурного наследия федерального значения (Постановление СМ РСФСР от 30.08.1960 г. № 1327, Приложение № 1, Указ Президента России от 20.02.1995 г. № 176).